# Đức Trọng
Đức Trọng là một huyện thuộc tỉnh Lâm Đồng, Việt Nam.

## Địa lý
Huyện Đức Trọng nằm ở trung tâm tỉnh Lâm Đồng, cách thành phố Đà Lạt 30 km về phía nam, có vị trí địa lý:
- Phía đông giáp huyện Đơn Dương và huyện Ninh Sơn, tỉnh Ninh Thuận
- Phía tây giáp huyện Lâm Hà và huyện Di Linh
- Phía nam giáp huyện Bắc Bình và huyện Tuy Phong, tỉnh Bình Thuận
- Phía bắc giáp thành phố Đà Lạt.

### Điều kiện tự nhiên
Đức Trọng là huyện nằm ở vùng giữa của Lâm Đồng – tỉnh miền núi phía nam Tây Nguyên, có độ cao từ 600 – 1.000m so với mực nước biển.
Địa hình chủ yếu là bình sơn nguyên, núi cao và dốc hình thành những thung lũng ven sông khi là vùng đất tiếp giáp giữa cao nguyên Lang Biang và cao nguyên Di Linh; tạo nên những nét khác biệt và những cảnh quan kỳ thú cho Đức Trọng với những thác nước nổi tiếng như Liên Khương, Gougah, Pongour rất hấp dẫn đối với du khách. Hồ Nam Sơn được quy hoạch sẽ là điểm du lịch và hoạt động văn hoá - thể thao.
Trung tâm huyện cách thành phố Đà Lạt 26 km về hướng nam. Nằm ở vị trí đầu mối giao thông đi Đà Lạt, Thành phố Hồ Chí Minh, Buôn Ma Thuột, Phan Rang,... nên Đức Trọng có điều kiện thuận lợi cho mở rộng giao lưu với bên ngoài, phát triển mạnh mẽ nền kinh tế hướng ngoại với cả ba thế mạnh: "Nông, lâm nghiệp - Công nghiệp - Dịch vụ". Đẩy mạnh phát triển kinh tế mà đặc biệt là phát triển công nghiệp và dịch vụ ở Đức Trọng có vai trò quan trọng trong phát triển kinh tế nói chung và công nghiệp nói riêng của Lâm Đồng.
Địa hình
Huyện thuộc cao nguyên Di Linh và nằm ở cuối phần cao nguyên Di Linh.
Huyện Đức Trọng có 3 dạng địa hình chính:
- Dạng địa hình núi dốc: Diện tích chiếm 54% tổng diện tích toàn huyện, phân bố tập trung ở khu vực phía bắc và phía đông, đông nam của huyện. Khu vực phía bắc gồm các xã: Hiệp An, Liên Hiệp, Hiệp Thạnh có độ cao phổ biến so với mực nước biển từ 1.200 – 1.400m, cao nhất 1.754m (Núi Voi), khu vực phía đông từ 1.100 – 1.300m, cao nhất 1.828m (Núi Yan Doane), khu vực phía đông nam (các xã vùng Loan) từ 950 – 1.050m, cao nhất 1.341m. Độ dốc phổ biến trên 200. Địa hình bị chia cắt, riêng khu vực phía đông nam khá hiểm trở, không thích hợp với phát triển nông nghiệp.
- Dạng địa hình đồi thấp: Diện tích chiếm khoảng 30,8% tổng diện tích toàn huyện, phân bố tập trung ở khu vực phía tây và tây nam của huyện. Độ cao phổ biến so với mực nước biển ở khu vực phía bắc sông Đa Nhim từ 850 – 900m, độ dốc phổ biến từ 3-80, hầu hết diện tích trong dạng địa hình này là các thành tạo từ bazan, rất thích hợp với phát triển cây lâu năm. Độ cao phổ biến khu vực phía nam sông Đa Nhim (Ninh Gia) từ 900 – 1.000m, độ dốc phổ biến từ 8 – 150, có thể phát triển nông nghiệp nhưng cần đặc biệt chú trọng các biện pháp bảo vệ đất.
- Dạng địa hình thung lũng: Diện tích chiếm 14,2% tổng diện tích toàn huyện, phân bố ven các sông, suối lớn. Độ cao phổ biến so với mực nước biển từ 850 – 900m, độ dốc phổ biến từ dưới 80, hầu hết diện tích trong dạng địa hình này là các loại đất phù sa và dốc tụ, nguồn nước mặt khá dồi dào nhưng trên 30% diện tích thường bị ngập úng trong các tháng mưa lớn, khá thích hợp với phát triển lúa nước và các loại rau - màu ngắn ngày.

Khí hậu
Huyện Đức Trọng nằm trong vùng khí hậu nhiệt đới gió mùa, nhưng do ở độ cao trên 900m nên khí hậu có những nét độc đáo, với những đặc trưng cơ bản như sau:
- Nhiệt độ trung bình thấp, ôn hòa, biên độ dao động nhiệt giữa ngày và đêm lớn, nắng nhiều, ẩm độ không khí thấp thích hợp với tập đoàn cây á nhiệt đới và nhiều loại cây trồng vùng ôn đới, tiềm năng năng suất cao, chất lượng sản phẩm tốt.
- Mưa khá điều hòa giữa các tháng trong mùa mưa, riêng tháng 8 lượng mưa giảm và có các đợt hạn ngắn nên khá thuận lợi cho thu hoạch vụ hè thu. Mùa khô kéo dài từ tháng 12 đến tháng 4, tuy có dài hơn so với khu vực Bảo Lộc nhưng mức độ mất cân đối về độ ẩm ít gay gắt hơn và lượng nước tưới thấp hơn so với Đơn Dương, Buôn Ma Thuột và các tỉnh Miền Đông.

Tài nguyên nước
Nước mặt: Nguồn nước mặt chủ yếu của huyện là hệ thống sông Đa Nhim, ngoài ra còn có thể tận dụng nguồn nước của hệ thống sông Đa Dâng cho khu vực phía tây nam của huyện.
Hệ thống sông Đa Nhim bao gồm sông chính là sông Đa Nhim và hai nhánh Đa Tam, Đa Queyon. Mật độ sông suối khá dày (0,52 –1,1 km/km²), lưu lượng dòng chảy khá (trung bình dao động từ 23 – 28 lít/s/km²), có sự phân hóa theo mùa, mùa mưa chiếm tới 80% tổng lượng nước năm, mùa khô chỉ còn 20%. Lưu lượng dòng chảy mùa kiệt rất thấp (từ 0,25 – 9,1 lít/s/km²), kiệt nhất vào tháng 3. Để sử dụng nguồn nước mặt cho sản xuất cần phải tập trung xây dựng các hồ chứa. Nếu chỉ giữ được 30% lượng nước trong mùa mưa thì có thể đủ nước tưới cho toàn bộ diện tích đất nông nghiệp hiện có của Đức Trọng.
Địa hình ở đây cho phép xây dựng nhiều hồ chứa, nhưng việc sử dụng nước hồ cho tưới tự chảy lại bị hạn chế bởi mức độ chia cắt của địa hình. Vì vậy, phải kết hợp hài hòa nhiều biện pháp công trình như hồ chứa, đập dâng, trạm bơm, đào giếng mới có thể mở rộng diện tích tưới, đặc biệt là tưới cho cà phê, rau, lúa nước.
Tài nguyên nước ngầm: Nước ngầm trong phạm vi huyện Đức Trọng khá đa dạng, được chứa trong tất cả các loại đất, đá với trữ lượng và độ tinh khiết khác nhau, được chia thành 3 địa tầng chứa nước như sau:
- Tầng chứa nước lỗ hổng: Bề dày không quá 10m, nằm ở ven sông suối, lưu lượng từ 0,1 – 0,14 lít/s, thành phần hóa học thuộc kiểu Bicarbonnát Chloride, độ khoáng hóa từ 0,07 – 0,33 g/lít.
- Tầng chứa nước lỗ hổng khe nứt: Nước ngầm ở tầng này trên đất bazan của Đức Trọng tương đối khá với bề dày chứa nước từ 10 – 100m, lưu lượng trung bình từ 0,1 – 1,0 lít/s, chủ yếu là nước không áp, thuộc loại nước nhạt (mức độ khoáng hóa từ 0,01 – 0,1 g/lít), có thể sử dụng tốt cho sinh hoạt, riêng về khả năng khai thác cho sản xuất được đánh giá ở mức độ trung bình. Hiện đã được khai thác để tưới cho cà phê, rau với mức độ khá phổ biến.
- Tầng chứa nước khe nứt: Tầng chứa nước khe nứt được phân ra nhiều loại, nhưng nhìn chung lưu lượng thuộc loại nghèo, khả năng khai thác cho sản xuất hạn chế.

Tài nguyên đất
- Nhóm đất phù sa: Diện tích nhóm đất phù sa: 4.549 ha, chiếm 5,04% DTTN toàn huyện. Đất phù sa hình thành trên mẫu chất bồi đắp của các sông Đa Nhim, Đa Dâng, Đạ Tam, Đạ Lé, Đạ Queyon
- Nhóm đất xám bạc màu: Diện tích 2.222 ha, chiếm 2,46% DTTN huyện.
- Nhóm đất đen: Nhóm đất này có diện tích 2.607 ha chiếm 2,88% DTTN huyện
- Nhóm đất đỏ vàng: Diện tích 52.040 ha chiếm 57,68% DTTN phân bố ở xã Ninh Loan và xã N’Thol Hạ, Ninh Gia, Tân Thành, Đà Loan.
- Nhóm đất thung lũng do dốc tụ: Đất thung lũng do dốc tụ, có diện tích 1.236 ha, chiếm 1,38% DTTN huyện, phân bố ở hầu hết các xã. Đất được hình thành và phát triển do quá trình tích đọng các sản phẩm cuốn trôi từ các vùng đồi núi xung quanh xuống. Do đó đất dốc tụ thường phân bố dưới các thung lũng hẹp và bằng phẳng ven chân đồi núi, hạn chế lớn nhất là bị ngập nước trong mùa mưa. Đất thích hợp cho trồng lúa nước, màu, dâu tằm.
- Nhóm đất mùn đỏ vàng: Diện tích 19.889 ha chiếm 22,06% DTTN, phân bố ở các xã vùng Loan, các xã phía Bắc. Đất được hình thành từ các loại đá mẹ như andezit, granite và cát sét kết, phân bố từ cao độ tuyệt đối 1.000 m trở lên và hiện trạng là rừng thứ sinh khá tốt. Ở bản đồ đất tỷ lệ 1/25.000, loại đất này được chia thành 4 đơn vị chú dẫn bản đồ: Đất mùn nâu vàng trên đá andezit (Hn); Đất mùn vàng đỏ trên đá granít (Ha), Đất mùn đỏ vàng trên đá sét (Hs), Đất mùn vàng nhạt trên đá cát(Hq). Hầu hết có độ dốc trên 250, hiện tại là rừng thứ sinh, vì vậy cần duy trì và bảo vệ rừng.

Tài nguyên khoáng sản
Trong phạm vi của huyện có mỏ vàng ở xã Tà Năng với trữ lượng lớn, hiện đang được nhà nước tổ chức khai thác, sản lượng bình quân 40 – 50 kg/năm.
Mỏ điatônít (làm vật liệu nhẹ và bột khoan) phân bố từ chân đèo Pren đến nhà máy cơ khí tỉnh, trữ lượng 25 triệu tấn.
Ngoài ra còn có mỏ nước khoáng ở Phú Hội, lưu lượng 0,45 lít/s, chất lượng tốt có thể khai thác để chế biến nước khoáng và kết hợp với du lịch.
Tài nguyên rừng
Đất lâm nghiệp toàn huyện 45.049 ha chiếm 50% diện tích tự nhiên, trong đó đất rừng sản xuất chiếm 24,4% diện tích, rừng phòng hộ chiếm đến 75,6% diện tích. Diện tích đất rừng tuy nhiều nhưng mức độ đóng góp vào phát triển kinh tế địa phương còn hạn chế do hầu hết là rừng đặc dụng. UBND tỉnh Lâm Đồng đang chỉ đạo các Ban ngành liên quan điều chỉnh ba loại rừng trong phạm vi toàn Tỉnh (trong đó huyện Đức Trọng), nhằm sử dụng tài nguyên rừng một cách hiệu quả. Tổng trữ lượng rừng: 5,1 triệu m³ gỗ, 2,5 triệu cây lồ ô và tre nứa. Rừng ở Đức Trọng có tiềm năng khai thác lớn, thuận lợi cho phát triển công nghiệp chế biến hàng mộc dân dụng, chế biến gỗ, chế biến bột giấy,...
Trong những năm qua, huyện đã thực hiện có hiệu quả các giải pháp về lâm sinh như khai thác, khoanh nuôi, trồng mới và bảo vệ rừng, tăng diện tích và độ che phủ rừng từ 47% năm 2000 lên 50% năm 2005 và trên 55% vào năm 2009.
Tài nguyên nhân văn và cảnh quan môi trường
Với 27 dân tộc chung sống trên địa bàn, Đức Trọng trở thành nơi hội tụ củ nhiều nền văn hoá khác nhau tạo nên nét đặc trưng trong đa dạng, mang lại những bản sắc rất riêng so với những vùng đất khác.
Thiên nhiên đã ưu đãi cho nơi này nhiều cảnh quan ngoạn mục, kỳ thú, trong đó có nhiều ngọn thác nổi tiếng có tiềm năng phát triển du lịch như: thác Pongour, thác Gouga, thác Liên Khương, cùng các công trình: hồ sinh thái Nam Sơn, công trình thủy điện Đại Ninh,... đã, đang và sẽ trở thành những điểm du lịch thu hút du khách trong và ngoài nước đến với Đức Trọng.

## Hành chính
Huyện Đức Trọng có 15 đơn vị hành chính cấp xã trực thuộc, bao gồm thị trấn Liên Nghĩa và 14 xã: Bình Thạnh, Đà Loan, Đa Quyn, Hiệp An, Hiệp Thạnh, Liên Hiệp, Ninh Gia, Ninh Loan, N'Thol Hạ, Phú Hội, Tà Hine, Tà Năng, Tân Hội, Tân Thành.
| \| Tên \| Diện tích năm 2022 (km²) \| Dân số năm 2022 (người) \| Mật độ (người/km²) \| \| ------------ \| ------------------------ \| ----------------------- \| ------------------ \| \| Thị trấn (1) \| \| \| \| \| Liên Nghĩa \| 37,76 \| 57.461 \| 1.521 \| \| Xã (14) \| \| \| \| \| Bình Thạnh \| 16,37 \| 8.787 \| 536 \| \| Đà Loan \| 56,60 \| 12.440 \| 219 \| \| Đa Quyn \| 170,02 \| 5.633 \| 33 \| \| Hiệp An \| 61,48 \| 12.140 \| 197 \| \| Hiệp Thạnh \| 29,41 \| 21.102 \| 717 \| \| Liên Hiệp \| 36,30 \| 16.327 \| 449 \| \| Ninh Gia \| 143,83 \| 16.293 \| 113 \| \| Ninh Loan \| 33,18 \| 5.746 \| 173 \| \| N'Thol Hạ \| 34,24 \| 9.095 \| 265 \| \| Phú Hội \| 111,02 \| 24.626 \| 221 \| \| Tà Hine \| 38,91 \| 4.525 \| 116 \| \| Tà Năng \| 88,31 \| 6.975 \| 78 \| \| Tân Hội \| 23,45 \| 12.653 \| 539 \| \| Tân Thành \| 22,25 \| 6.894 \| 309 \| \| Toàn huyện \| 903,13 \| 220.697 \| 244 \| |                          |                         |                    |
| Tờ trình số 175/TTr-SNV về việc phê duyệt Đề cương nhiệm vụ và Dự toán kinh phí xây dựng Đề án sắp xếp đơn vị hành chính cấp huyện, cấp xã giai đoạn 2023 – 2025 trên địa bàn tỉnh Lâm Đồng |                          |                         |                    |
| Tên | Diện tích năm 2022 (km²) | Dân số năm 2022 (người) | Mật độ (người/km²) |
| Thị trấn (1) |                          |                         |                    |
| Liên Nghĩa | 37,76                    | 57.461                  | 1.521              |
| Xã (14) |                          |                         |                    |
| Bình Thạnh | 16,37                    | 8.787                   | 536                |
| Đà Loan | 56,60                    | 12.440                  | 219                |
| Đa Quyn | 170,02                   | 5.633                   | 33                 |
| Hiệp An | 61,48                    | 12.140                  | 197                |
| Hiệp Thạnh | 29,41                    | 21.102                  | 717                |
| Liên Hiệp | 36,30                    | 16.327                  | 449                |
| Ninh Gia | 143,83                   | 16.293                  | 113                |
| Ninh Loan | 33,18                    | 5.746                   | 173                |
| N'Thol Hạ | 34,24                    | 9.095                   | 265                |
| Phú Hội | 111,02                   | 24.626                  | 221                |
| Tà Hine | 38,91                    | 4.525                   | 116                |
| Tà Năng | 88,31                    | 6.975                   | 78                 |
| Tân Hội | 23,45                    | 12.653                  | 539                |
| Tân Thành | 22,25                    | 6.894                   | 309                |
| Toàn huyện | 903,13                   | 220.697                 | 244                |

## Lịch sử
Sau năm 1975, huyện Đức Trọng thuộc tỉnh Lâm Đồng, bao gồm 16 xã: Bình Thạnh, Đạ Đờn, Đạ Long, Đạ M'rông, Đạ Tông, Đinh Văn, Hiệp Thạnh, Lát, Liên Hiệp, N'Thol Hạ, Phi Tô, Phú Hội, Phú Sơn, Tân Hội, Tân Văn và Tùng Nghĩa.
Ngày 10 tháng 3 năm 1977, sáp nhập xã Lát vào thành phố Đà Lạt.
Ngày 14 tháng 3 năm 1979, chuyển 3 xã: Đạ Long, Đạ M'rông và Đạ Tông về huyện Lạc Dương mới thành lập.
Ngày 19 tháng 9 năm 1981, thành lập thị trấn Nông trường Nam Ban tại khu kinh tế mới của Hà Nội tại Lâm Đồng.
Ngày 6 tháng 3 năm 1984, chuyển xã Tùng Nghĩa thành thị trấn Liên Nghĩa (thị trấn huyện lỵ của huyện Đức Trọng).
Cuối năm 1986, huyện Đức Trọng bao gồm 2 thị trấn: Liên Nghĩa, Nam Ban và 11 xã: Bình Thạnh, Đạ Đờn, Đinh Văn, Hiệp Thạnh, Liên Hiệp, N'Thol Hạ, Phi Tô, Phú Hội, Phú Sơn, Tân Hội, Tân Văn.
Ngày 24 tháng 10 năm 1987, Hội đồng Bộ trưởng ban hành Quyết định số 157-HĐBT. Theo đó:
- Chuyển xã Ninh Gia thuộc huyện Di Linh và 4 xã: Đà Loan, Ninh Loan, Tà Hine, Tà Năng thuộc huyện Đơn Dương về huyện Đức Trọng quản lý.
- Thành lập 10 xã: Rô Men, Liêng Srônh, Phi Liêng, Phúc Thọ, Tân Thanh, Hoài Đức, Đan Phượng, Tân Hà, Gia Lâm và Đông Thanh
- Chia thị trấn Nông trường Nam Ban thành 2 đơn vị hành chính: thị trấn Nam Ban và xã Mê Linh.
- Chuyển xã Đinh Văn thành thị trấn Đinh Văn.
- Tách 2 thị trấn: Đinh Văn, Nam Ban và 15 xã: Đạ Đờn, Đan Phượng, Đông Thanh, Gia Lâm, Hoài Đức, Liêng Srônh, Mê Linh, Phi Liêng, Phi Tô, Phú Sơn, Phúc Thọ, Rô Men, Tân Hà, Tân Thanh, Tân Văn thuộc huyện Đức Trọng để thành lập huyện Lâm Hà.

Sau khi điều chỉnh, huyện Đức Trọng bao gồm thị trấn Liên Nghĩa và 11 xã: Bình Thạnh, Đà Loan, Hiệp Thạnh, Phú Hội, Liên Hiệp, Ninh Gia, Ninh Loan, N’Thôn Hạ, Tà Hine, Tà Năng, Tân Hội.
Ngày 18 tháng 6 năm 1999, thành lập xã Hiệp An trên cơ sở 5.400 ha diện tích tự nhiên và 6.100 nhân khẩu của xã Hiệp Thạnh.
Ngày 30 tháng 10 năm 2000, thành lập xã Tân Thành trên cơ sở 2.270 ha diện tích tự nhiên và 5.326 nhân khẩu của xã Tân Hội.
Ngày 6 tháng 3 năm 2009, thành lập xã Đa Quyn trên cơ sở điều chỉnh 17.152,98 ha diện tích tự nhiên và 3.212 nhân khẩu của xã Tà Năng.
Ngày 30 tháng 6 năm 2009, thị trấn Liên Nghĩa được công nhận là đô thị loại IV.
Huyện Đức Trọng có 1 thị trấn và 14 xã như hiện nay.

## Kinh tế - xã hội
Huyện có diện tích tự nhiên 90.180 ha, chiếm 9,23% diện tích tự nhiên toàn tỉnh Lâm Đồng. Tổng dân số năm 2017 là 178.100 người chiếm 14% dân số toàn tỉnh, dân số đứng thứ hai sau TP. Đà Lạt. Mật độ dân số bình quân 182 người/km², xếp vào hàng thứ 3/12 đơn vị hành chính cấp huyện của tỉnh Lâm Đồng.
Huyện Đức Trọng có diện tích tự nhiên 901,79 km² và dân số năm 2019 là 186.974 người.
Huyện Đức Trọng có diện tích 903,13 km², dân số năm 2022 là 192.180 người, mật độ dân số đạt 213 người/km².
Huyện Đức Trọng có diện tích 903,13 km², dân số tính đến ngày 31/12/2022 là 220.697 người, mật độ dân số đạt 244 người/km².

## Giao thông
Huyện nằm ở vị trí đầu mối giao thông đường bộ giữa Quốc lộ 20 (Đà Lạt – Thành phố Hồ Chí Minh) và Quốc lộ 27 (Đà Lạt – Buôn Ma Thuột). Quốc lộ 20 và Quốc lộ 27 đi Ninh Thuận – Nha Trang, đường nối Quốc lộ 20 với Quốc lộ 28 ở đoạn Ninh Gia – Bắc Bình (Bình Thuận) và sân bay Liên Khương. Ngoài ra, còn có đường cao tốc Dầu Giây – Đà Lạt đang xây dựng (phân đoạn cao tốc Liên Khương – Prenn) đi qua.